# José Luis Zárate
José Luis Zárate Herrera (Puebla, Puebla; 20 de enero de 1966) es un escritor mexicano de ciencia ficción, aunque también ha desarrollado trabajos literarios de otros géneros. Su obra abarca ensayo, poesía y narrativa, y permite considerarlo parte de un movimiento en la literatura mexicana de finales del siglo XX, que abandona el nacionalismo imperante hasta aquel momento y se acerca a lo fantástico.
Es uno de los socios fundadores de la Asociación Mexicana de Ciencia Ficción y Fantasía y del Círculo Puebla de Ciencia Ficción y Divulgación Científica.
José Luis Zárate ha obtenido varios premios nacionales e internacionales, entre los que destacan el Premio Más Allá (1984), el Premio Kalpa (1992), el Premio MECyF (1998 y 2002) y el Premio UPC de ciencia ficción (2000).

## Obra
Sus novelas de mayor renombre son Xanto, novelucha libre (1994), La ruta del hielo y la sal (1998) e Del cielo oscuro y del abismo (2001), que forman una trilogía, llamada por el autor "Las fases del mito", sobre personajes icónicos de la cultura popular. En ellas el Santo (el luchador/superhéroe fílmico mexicano), el conde Drácula y supermán, respectivamente, son vistos desde la perspectiva que tendrían los habitantes de sus propios mundos ficticios.
Entre sus libros de cuentos destaca Hyperia (1999), que toma elementos de muchas vertientes distintas de la ciencia ficción y se convierte en un panorama muy completo de los intereses del escritor y del estado del género fantástico a fines del siglo XX.

### Novela
- Xanto: Novelucha libre. Grupo Editorial Planeta. Colección Nosotros. 1994. Ediciones Castillo. Colección Castillo en el Aire. 2015.
- Fe de ratas (por entregas). Periódico La Jornada de Oriente. 1997.
- La ruta del hielo y la sal Grupo Editorial Vid. S. A. de C. V. Colección MECyF. 1998.
- Ventana 654. ¿Cuánto Falta para el Futuro?. SEMARNAT / SOMEDICYT, México, 2004.
- La Máscara del Héroe. Grupo Ajec. España, 2009.
- El tamaño del crimen, e-book, SigueLeyendo. España 2012.

### Cuento
- El viajero. 1987.
- Permanencia Voluntaria. Instituto Politécnico Nacional. 1990.
- Magia. Ediciones Papuras, Querétaro. 1994.
- Las razas ocultas. Times Editores. Colección Serie Negra. 1999.
- Hyperia. Lectorum S.A. de C. V. Colección Marea Alta. 1999.
- Quitzä y otros sitios. Secretaría de Cultura del Estado de Puebla. Puebla, 2002.
- Les Petits Chaperons (micronouvelles), trad. de Jacques Fuentalba. Outwold. Francia, 2010.
- Castillos que se incendian. La Regia Cartonera, 2012.
- Cómo terminó la humanidad. Instituto Tlaxcalteca de Cultura, 2013.

### Ensayo
- En el principio fue la sangre. Universidad de Guadalajara / Ediciones Arlequín. Guadalajara, 2004.
- Entre la luz (y otros temas igual de tangibles). Ediciones Arlequín, Guadalajara, 2013.

## Premios y reconocimientos
- Premio Kalpa 1992 al mejor cuento mexicano de ciencia ficción de la década 1980s. Otorgado por la revista  Tierra adentro y el Consejo Nacional para la Cultura y las Artes, por el cuento El viajero.
- Premio Axxón Electrónico Primordial otorgado por el Círculo Puebla de Ciencia Ficción a la difusión de la ciencia ficción.
- Premio Internacional de Novela MECyF 1998 con el libro La Ruta del Hielo y la Sal.
- Nombramiemto del periódico La Jornada como uno de los mejores libros de 1998, por La Ruta del Hielo y la Sal.
- Premio Internacional de Novela MECyF 2002 con el libro Voces del mar inmóvil.